# Tyyppälänlahti
Tyyppälänlahti är en vik i Finland. Den är en del av sjön Palokkajärvi och ligger i Jyväskylä landskapet Mellersta Finland, i den centrala delen av landet, 240 km norr om huvudstaden Helsingfors.